# Meja med Francijo in Monakom
Meja med Francijo in Monakom je linija, ki razmejuje ozemlji Francije in Monaka. Meja se nahaja med francoskim departmajem Alpes-Maritimes v francoski regiji Provansa-Alpe-Azurna obala in celotnim kopenskim ozemljem Monaka. V dolžino meri 5,47 km po dolžini in je edina kopenska meja Monaka. Francosko pristanišče Cap d'Ail meji na Monako na jugozahodu. Najvišja točka v Monaku, Chemin des Révoires (161 metrov nadmorske višine), se nahaja na meji, na pobočju vzpetine Mont Agel. Vrh Mont Agela leži na francoski strani.